# Wilhelm IV. (Weimar)
Wilhelm IV. († 1062) aus dem Hause der Grafen von Weimar-Orlamünde folgte nach seines gleichnamigen Vaters Tod 1039 in dessen Grafschaften, wurde nach Ekkehards II. Tod Markgraf von Meißen 1046 und erhielt wahrscheinlich auch von Markgraf Dedo I., dessen Stiefsohn er durch die zweite Vermählung seiner Mutter Oda geworden war, dessen thüringische Marken abgetreten, so dass er die sämtlichen Marken Ekkehards I. in seiner Hand vereinigte.
Nach Kaiser Heinrichs III. Tod hielt er treu zu dessen Witwe Agnes, bei der er in hohem Ansehen stand. Er führte den Oberbefehl über das Reichsheer, das sie dem von seinem Bruder Bela vertriebenen Könige Andreas von Ungarn zu Hilfe schickte; beigegeben war ihm Bischof Eppo von Naumburg. Er musste aber bald den Rückzug antreten, und bei einem Überfall in der Nähe von Wieselburg gerieten beide Führer nebst dem bairischen Grafen Boto nach heldenmütiger Gegenwehr in Gefangenschaft. Aus Bewunderung für die Tapferkeit Wilhelms bewog Belas Sohn Geisa seinen Vater, den Markgrafen nicht nur freizugeben, sondern ihn auch mit einer seiner Töchter, Sophie zu verloben; als aber dieser im folgenden Jahre, 1062, seine Braut heimholen wollte, erkrankte er unterwegs und starb. In der Reihe der Markgrafen von Meißen dieses Namens pflegt er ohne Ziffer aufgeführt zu werden.